# Murighiol (gmina)
Murighiol – gmina w Rumunii, w okręgu Tulcza. Obejmuje miejscowości Colina, Dunavățu de Jos, Dunavățu de Sus, Murighiol, Plopul, Sarinasuf i Uzlina. W 2011 roku liczyła 3217 mieszkańców. 